# Psammobatis bergi
Psammobatis bergi (лат.) — вид хрящевых рыб рода семейства Arhynchobatidae отряда скатообразных. Обитают в субтропических водах Атлантического океана. Встречаются на глубине до 56 м. Их крупные, уплощённые грудные плавники образуют округлый диск со треугольным рылом. Максимальная зарегистрированная длина 60,5 см. Яйцекладущий вид. Не являются объектом целевого промысла.

## Таксономия
Впервые новый вид был научно описан в 1932 году. Вид назван в честь Карла Берга (1843—1902), ихтиолога, изучавшего фауну Аргентинских вод.

## Ареал
Эти скаты обитают в водах Аргентины, Бразилии и Уругвая. Встречаются на глубине 36—56 м. Наблюдается сезонная сегрегация по полу.

## Описание
Широкие и плоские грудные плавники этих скатов образуют ромбический диск с широким треугольным рылом и закруглёнными краями. На вентральной стороне диска расположены 5 жаберных щелей, ноздри и рот. Хвост длиннее диска. На хвосте имеются латеральные складки. У этих скатов 2 редуцированных спинных плавника и редуцированный хвостовой плавник. Максимальная зарегистрированная длина 60,5 см.

## Биология
Эти скаты откладывают яйца, заключённые в роговую капсулу с «рожками» по углам. Размножение круглогодичное. Наибольшее число беременных самок попадается весной. Рацион состоит из крабов.

## Взаимодействие с человеком
Эти скаты не являются объектом целевого лова. Попадаются в качестве прилова в ходе доного траления. Международный союз охраны природы присвоил виду охранный статус «Вызывающий наименьшие опасения».